# ТВ-16 «Серет»
16-й (Тернопільський) Тактичний відтинок «Серет» належав до Військової округи-3 «Лисоня», групи УПА-Захід. Командир хорунжий «Крук» (Федик Іван, 04.1944 — †07.05.1945), поручник «Чорний» (Шепета Василь, 07.1945 -†07.1946).
- Відд. ?? «Бурлаки» — сотенний «Чорний» (Шепета Василь, 09.1943 — 06.1945).
- Відд. ?? «Рубачі» — сотенний «Ворон» (Григорій Ковальчук, 04.1944 — 05.1945), сотенний «Гамалія» (Горчик Ярослав, 05.1945 — †27.03.1946)
- Відд. ?? «Сіроманці» — сотенний «Верх» (Тучапець Андрій, 12.06.1943 — 15.07.1943), сотенний «Ворон, Яструб» (Карпенко Дмитро, 15.07.1943 — 09.1944, †17.12.1944, сотенний «Косач» (Коваль Степан, 12.09.1944 — †23.09.1946), сотенний «Козаченко»